# Парк скульптур Вігеланна

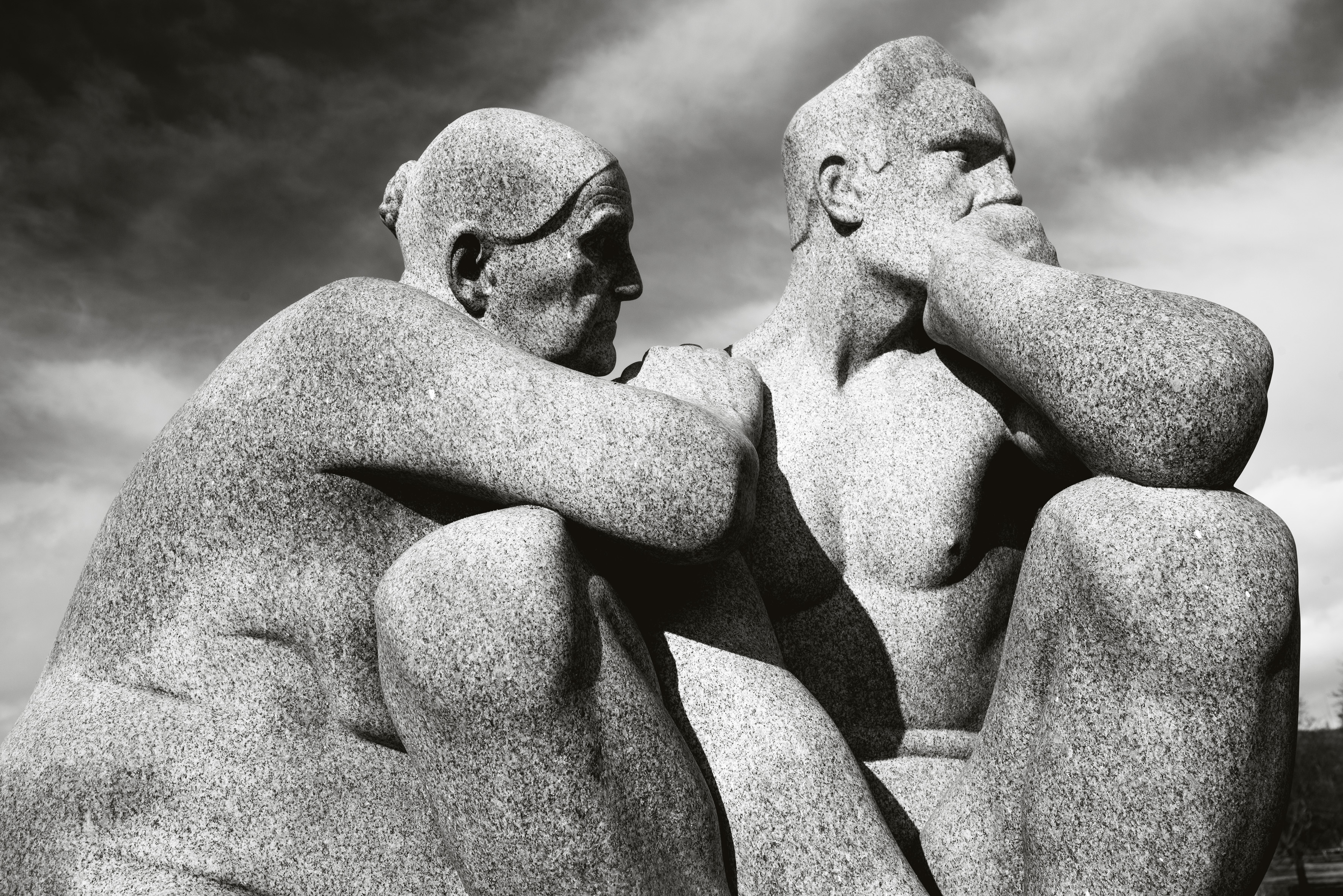
Скульптор Ґустав Віґеланн

Парк скульптур Віґеланна — парк в Осло, розташований західніше від столиці, в районі Фрогнер. Це місце є частиною великого парку Фрогнер, Парк Віґеланна найвідоміший у Норвегії. Усі його експонати створені скульптором Ґуставом Віґеланном протягом 1907—1942 років. Скульптор не дожив лише рік до повного завершення його побудування. Парк займає площу в 30 гектарів і має 227 скульптурних груп, які відображають гаму різних людських стосунків.
Темою парку є «стани, у яких перебуває людина». Більшість статуй зображують людей, які відтворені під час різноманітних занять, таких як біг, боротьба, танці, обійми тощо. Кожна зі статуй передає певний набір емоцій, людських відносин, часто — з глибоким філософським підтекстом, що робить більшість композицій важкими для сприйняття та розуміння.

## Історія
З 1890-х рр. в Осло був організований фонд, мета якого полягала в зборі грошей на фонтан, який, як вважалося, буде розміщений перед Стортингом. Про це давно мріяв Віґеланн, і вже з 1901 року він почав працювати над ескізами для цього проєкту.
У цьому замовленні були зацікавлені багато скульпторів, архітекторів і художників. Ґустав Віґеланн продемонстрував свої ескізи у 1906 році. Реакція на них була переважно позитивною, окрім деяких винятків. Крістіан Крог стверджував, що його ескізи є доволі суперечливими. Однак, в жовтні 1907 року адміністрація Осло вирішила рекомендувати міській раді надати кошти на проєкт Віґеланна без перспективи будь-якої конкуренції та попри те, що оцінка ціни майже вчетверо перевищувала фонди в розмірі 85 000 крон. Тому для реалізації проєкту був необхідний збір з фізичних осіб.
Віґеланн працював над фонтаном паралельно з іншими проєктами. Однак, у 1914 році було запропоновано перемістити фонтан. У цей час внеслись різні зміни у проєкт через те, що Віґеланн надихався іншими скульптурами. Надходили безліч альтернативних пропозицій з боку інших організацій, у тому числі від залізничного вокзалу.
Згодом він до проєкту додавав різні деталі, де плити повинні були утворювати лабіринт. В кінці року він також отримав пропозиції про розміщення декількох груп гранітних сходів вгору до фонтану. У 1916 році він відкрив свою майстерню для широкої публіки, щоб показати модель плану та готових скульптур. Реакції на це були змішаними, люди вважали, що статуї не вписувалися в центр міста.
На початку 1919 Віґеланн уявив високий стовп зростальних фігур, ця ідея, зрештою, стала для нього нав'язливою.
У 1921 році він запропонував альтернативну ідею розміщення всього комплексу прямо в його новій студії. Не знаючи, чи муніципальна влада схвалить проєкт, Віґеланн замовив цільний кам'яний блок до «Моноліту» і почав працювати над ним за свої кошти та на свій ризик. Одразу ж почалися дискусії. Вони завершились у 1924 році, коли було вирішено перенести його до парку Фрогер, проєкт доповнили мостом. Камінь «Моноліт» був у місці призначення вже у лютому 1927 року, після дуже важкого транспортування з кар'єру в Халдені, а 15 серпня 1928 року він був піднятий у вертикальне положення. Проте з 1929 по 1943 його не було.
У 1932 році Вігеланн висунув ідею «Колеса життя», яка повинна була закінчити головну вісь на захід.
Попри початок війни, почалася збірка 58-ми бронзових скульптур на мості. Влітку 1943 року, після смерті Віґеланна, «моноліт» був остаточно встановлений. Восени 1943 року та влітку 1944 року глядачі мали змогу піднятися на будівлю будівельного майданчика і побачити «моноліт», близько до вершини. У 1946 році були створені гранітні групи навколо «Моноліту».
У 1947 році був встановлений фонтан, через 40 років після того, як Віґеланн отримав замовлення. Лише близько 1950 року більшість скульптур у парку були на місці та парк доповнювали ще довгий час.

## Назва
Офіційна назва парку є "Frogner Park", але скульптури в середині — називаються Віґеланновими — іноді парк неправильно називають "Парк Віґеланна", проте він є лише частиною даного парку. Здебільшого його так називають туристи. Сьогодні парк є культурною спадщиною з 2009 року.

## Головні ворота

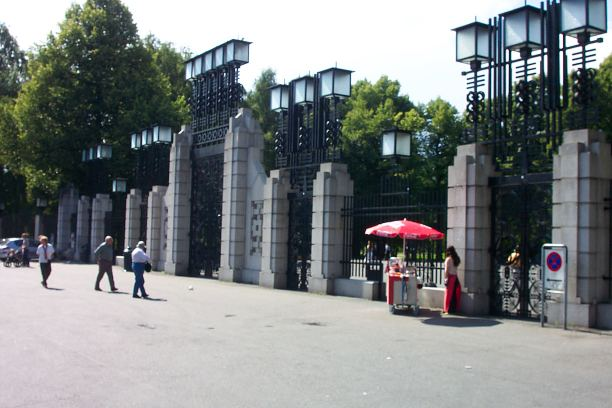
Головні ворота

Головні ворота зроблені з кованого заліза і граніту. Вони складаються з п'яти великих воріт, з двох маленьких воріт для пішоходів і двох контрольно-пропускних пунктів зроблених з міді, прикрашених флюгерами. Головні ворота були поставлені в 1942 році на гроші Норвезького банку.

## Міст
П'ятдесят вісім скульптур є розміщеними по всьому стометровому мості шириною 15 м від головних воріт до фонтану. Всі ці бронзові скульптури зроблені згідно з основним задумом парку — «Людський темперамент». Тут відвідувачі можуть побачити одну з найбільш популярних фігур парку — «Сердитий малюк». В 1940 році міст став першою частиною парку, відритою для публіки, в той час велика частина парку тоді все ще була в стадії реконструкції.

## Дитячий майданчик
В кінці мосту знаходиться дитячий майданчик — група з восьми бронзових статуй, які зображають дітей що граються. В центрі, на гранітній колоні, зображений ембріон.

## Фонтан
Фонтан виготовлений з бронзи та прикрашений 60-ма окремими бронзовими скульптурами, по першочерговому задуму повинен був стояти перед будівлею норвезького стортингу. Фонтан складається з фігур людей різних за віком і скелетів на гілках гігантських дерев. Ідея композиції — за смертю слідує нове життя. Дно фонтану викладено мозаїкою з білого і чорного граніту із площею 1800 м². Віґеланн працював над цим пам'ятником з 1906 по 1943 рік.

## Плато «Моноліт»
Плато «Моноліт» — кам'яна платформа, яку оточують сходи. Пам'ятка є центральною спорудою парку. Обеліск «Моноліту», вирізаний скульптором і бригадою каменярів з величезного цільного каменю. Тридцять шість скульптурних груп людей розміщені на підвищені навколо «Моноліту» і символізують «колообіг життя». Дорога до плато проходить через вісім фігурних воріт, зроблених з кованого заліза. Ворота були спроєктовані між 1933 і 1937 роками та встановлені після смерті Віґеланна в 1943 році.

#### Моноліт
В найвищій точці парку, на плато розміщується центральна композиція — «Моноліт» (норв. Monolitten). Побудова масивного пам'ятника почалось в 1924 році, коли Густав Віґеланн зробив його модель з глини у своїй студії у Фрогнері. Проєктування зайняло у нього десять місяців. Допустимо, Віґеланн користувався деякими ескізами, які створені були ще в 1919 році. Згодом моделі виготовили в гіпсі. Осінню 1927 року блок граніту, вагою декілька сотень тонн, був доставлений у парк з кам'яного кар'єру в Халдені. Встановили його тільки через рік, згодом. Навколо нього був побудований дерев'яний навіс для захисту від непогоди. Гіпсову модель Віґеланна помістили збоку. Переведення фігур з моделі почалося в 1929 році та зайняв у трьох різців по каменю близько 14 років. На Різдво 1944 року публіці було вперше дозволено помилуватися «Монолітом», і натовп з 180000 людей наповнив дерев'яний навіс, щоб ближче роздивитися витвір. Навіс був знищений зразу після цього. Корпус «Моноліту», який підіймається на висоту 14,12 м (46,32 фута), складається зі 121-ї скульптури. Ідея скульптора — показати бажання людини стати ближче до духовного божества.

## Колесо життя
В кінці парку створено сонячний годинник «Колесо життя», викуване ковалями у 1930 році вручну. «Колесо» за формою нагадує вінок із чотирьох дорослих людей і дитини, неймовірно щасливих у своїй гармонії. Цей символ вічності містить основну ідею парку: подорожі людини від колиски (народження) до поховання (смерті).

## Інші факти
Більшість статуй парку зображають людей, які діють в різних характерних для людини заняттях, таких як: біг, боротьба, танець, обійми, тримання за руки та інше. При цьому Віґеланн час від часу включав у ансамбль деякі статуї, які передають більш абстрактні поняття — наприклад, фігуру «Людина, яку атакують малюки». Сама знаменита із цих статуй — «Сердитий малюк» (Sinnataggen), яка розміщена на парковому мостику.
Місцеві мешканці активно використовують парк для ігор, відпочинку на свіжому повітрі, пікніків.
В березні 2007 в парку побували вандали, які обклеювали статуї чорним папером.

## Галерея

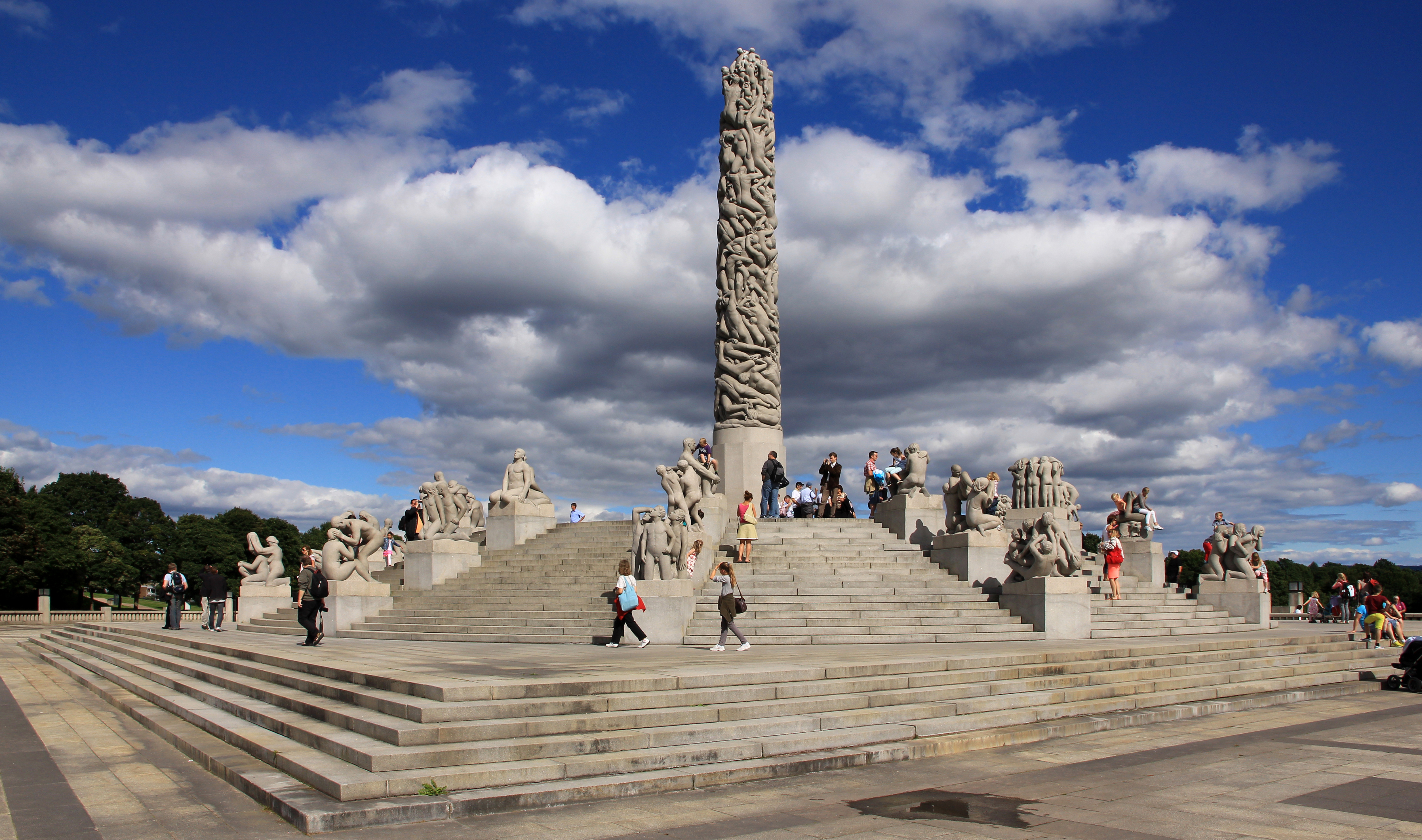
Моноліт в парку Вігелана
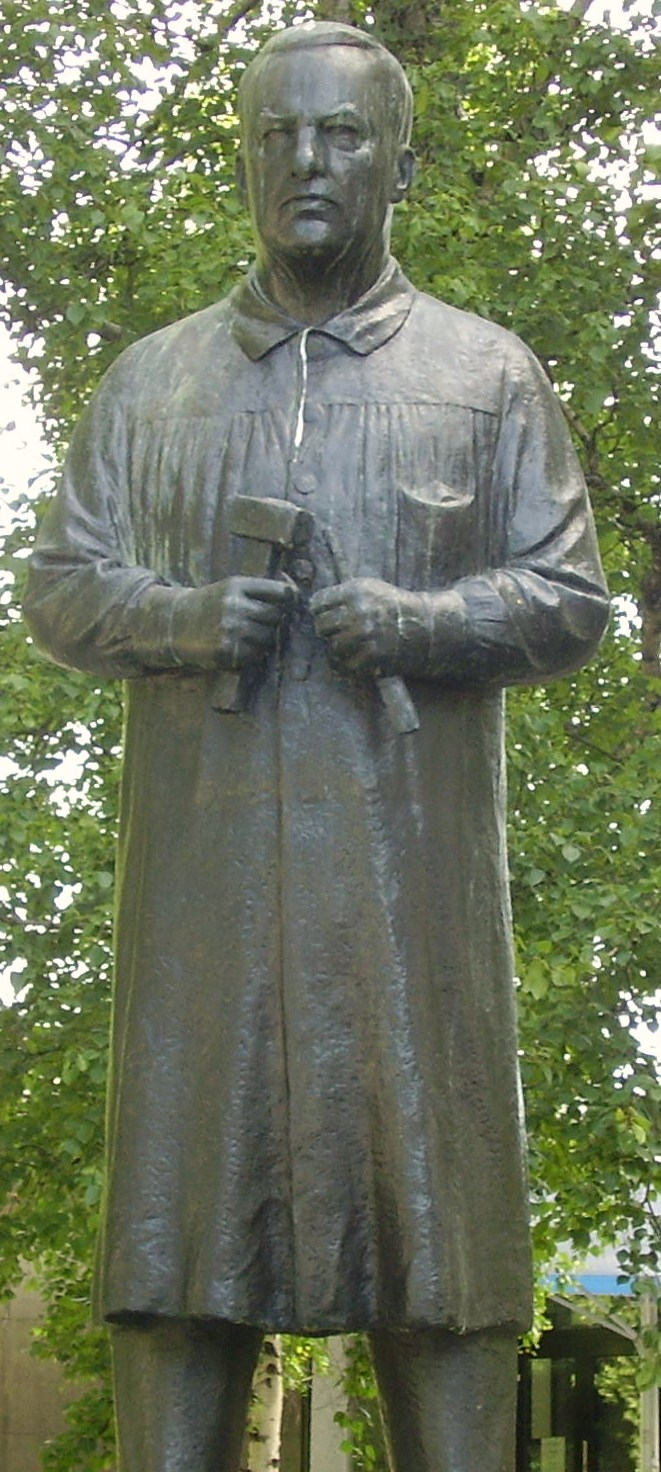
«Автопортет» Ґустава Віґіланна був створений у 1993 і стоїть він у входу в парк
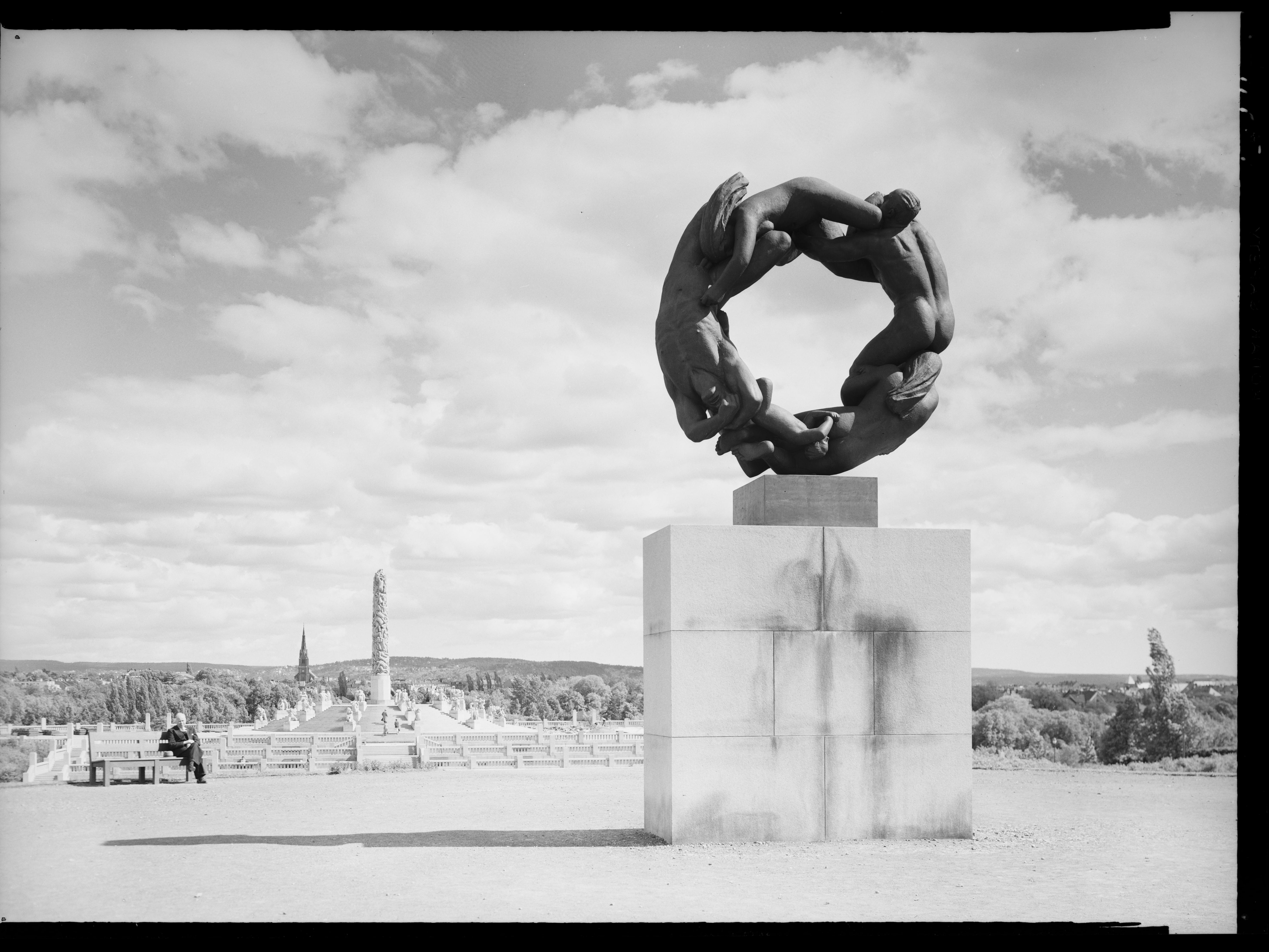
«Кільце життя»
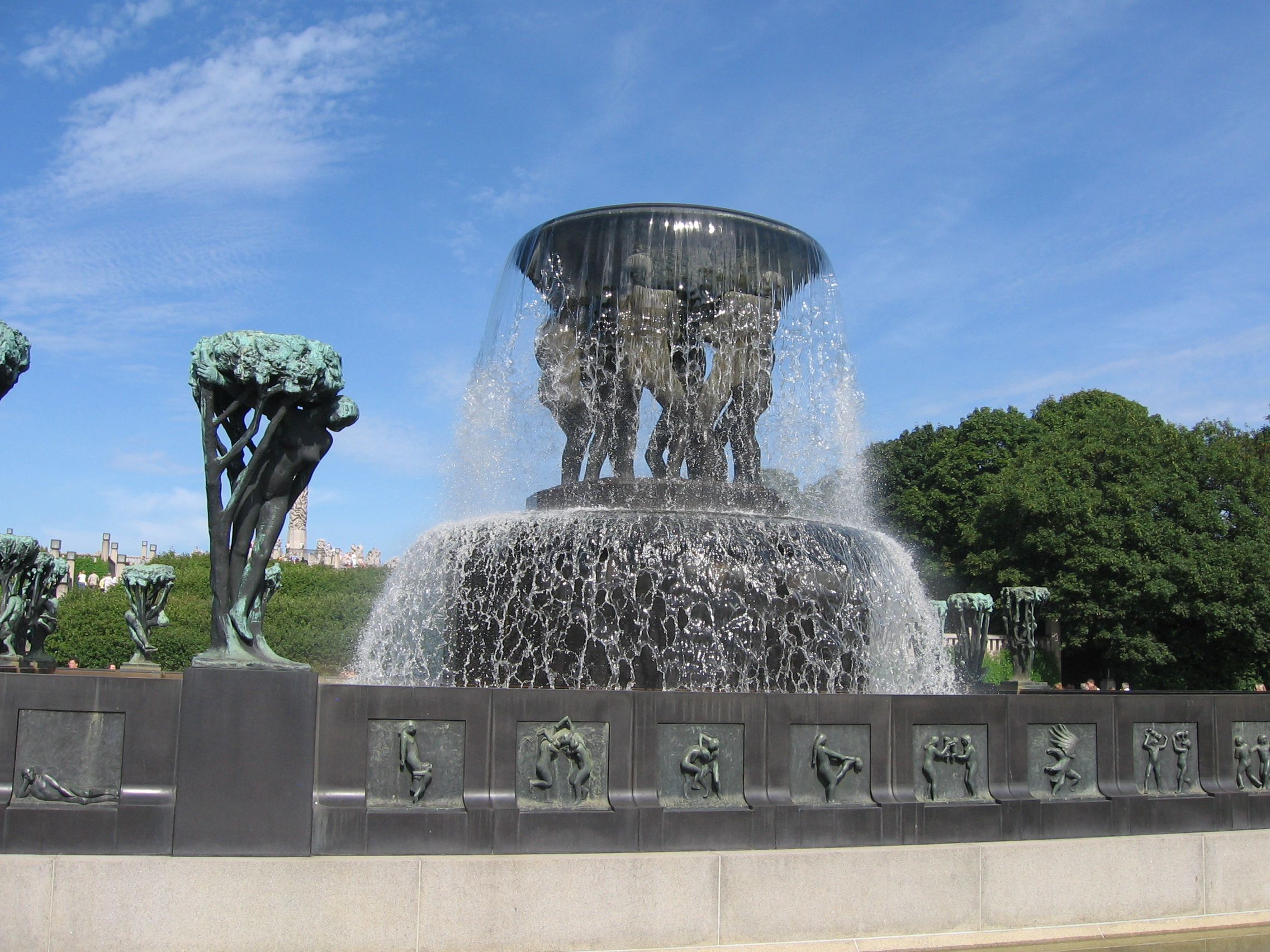
Фонтан
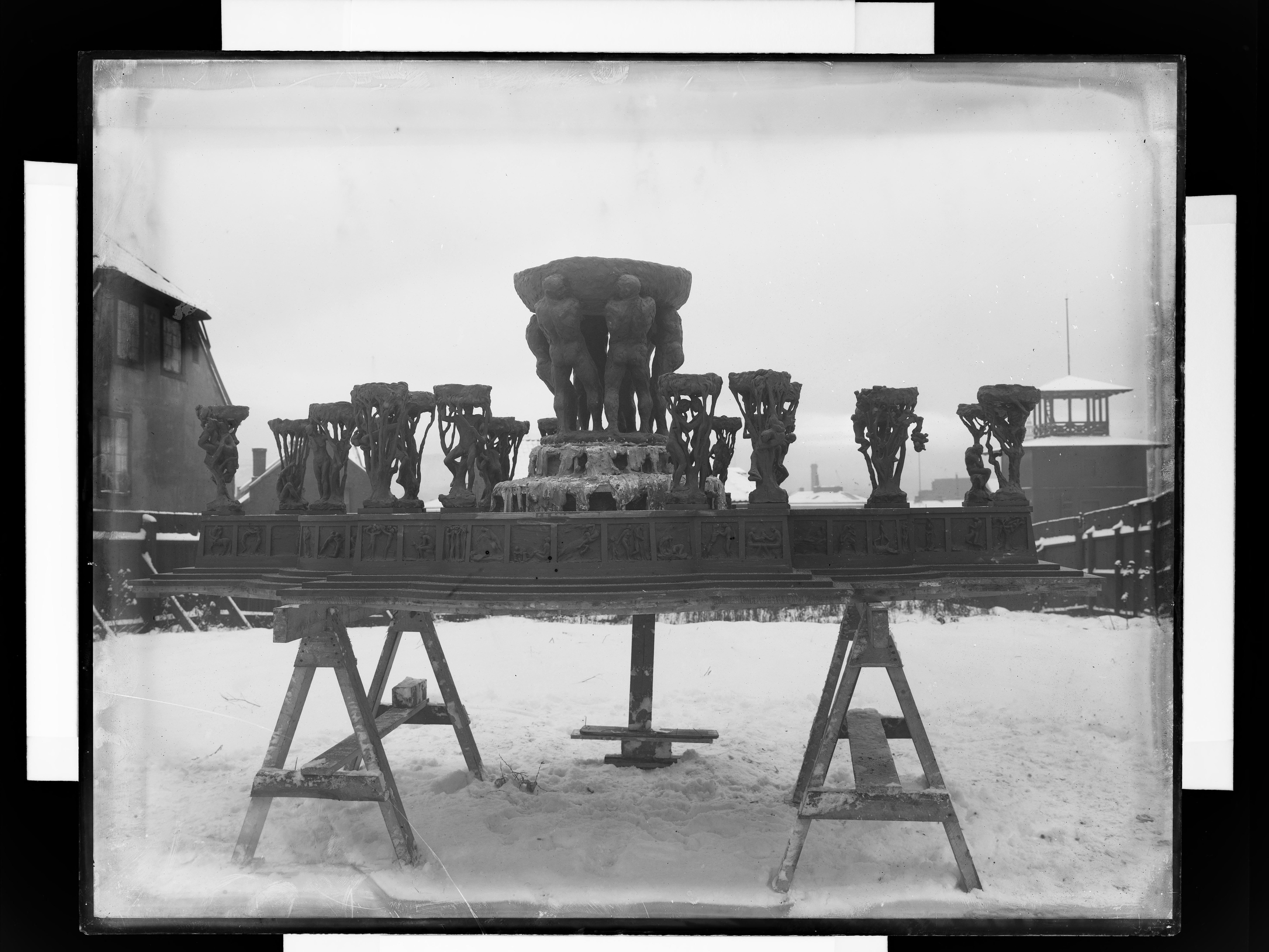
Модель скульптури фонтану Віґілана
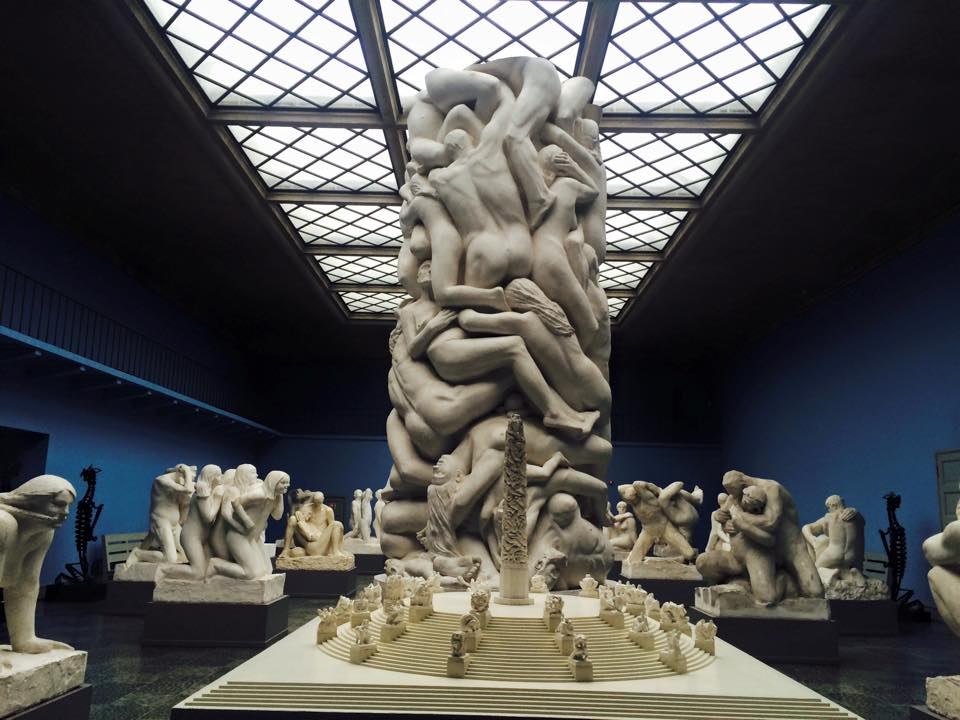
Деякі скульптури-мініатюри Віґілана як «Моноліт», виставлені в Музеї Віґіланна
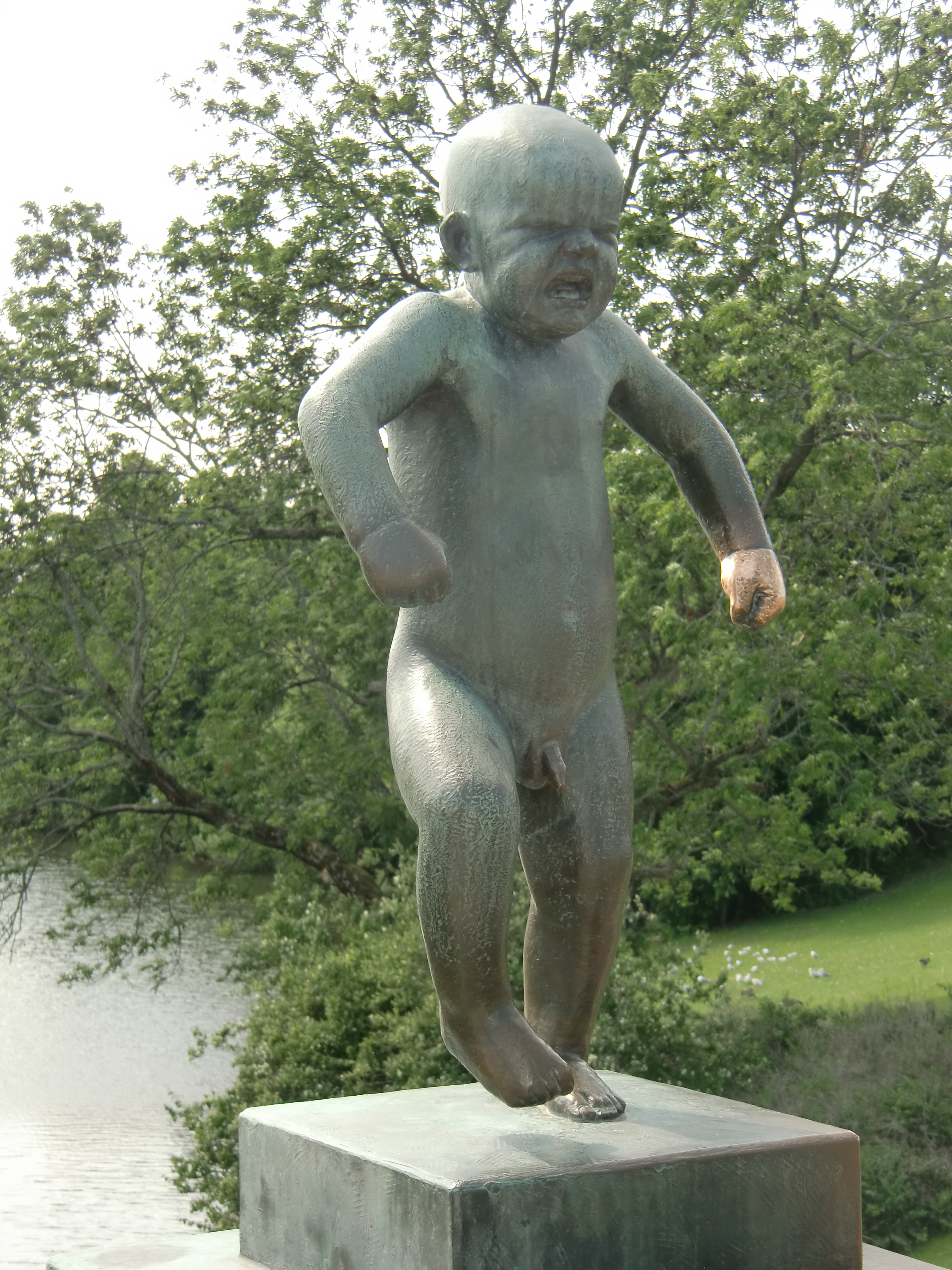
«Sinnataggen», найвідоміша скульптура, вилита у 1928 році, і встановлена в бронзі у 1940, неодноразово піддавалася актам вандалізму та викраденню.
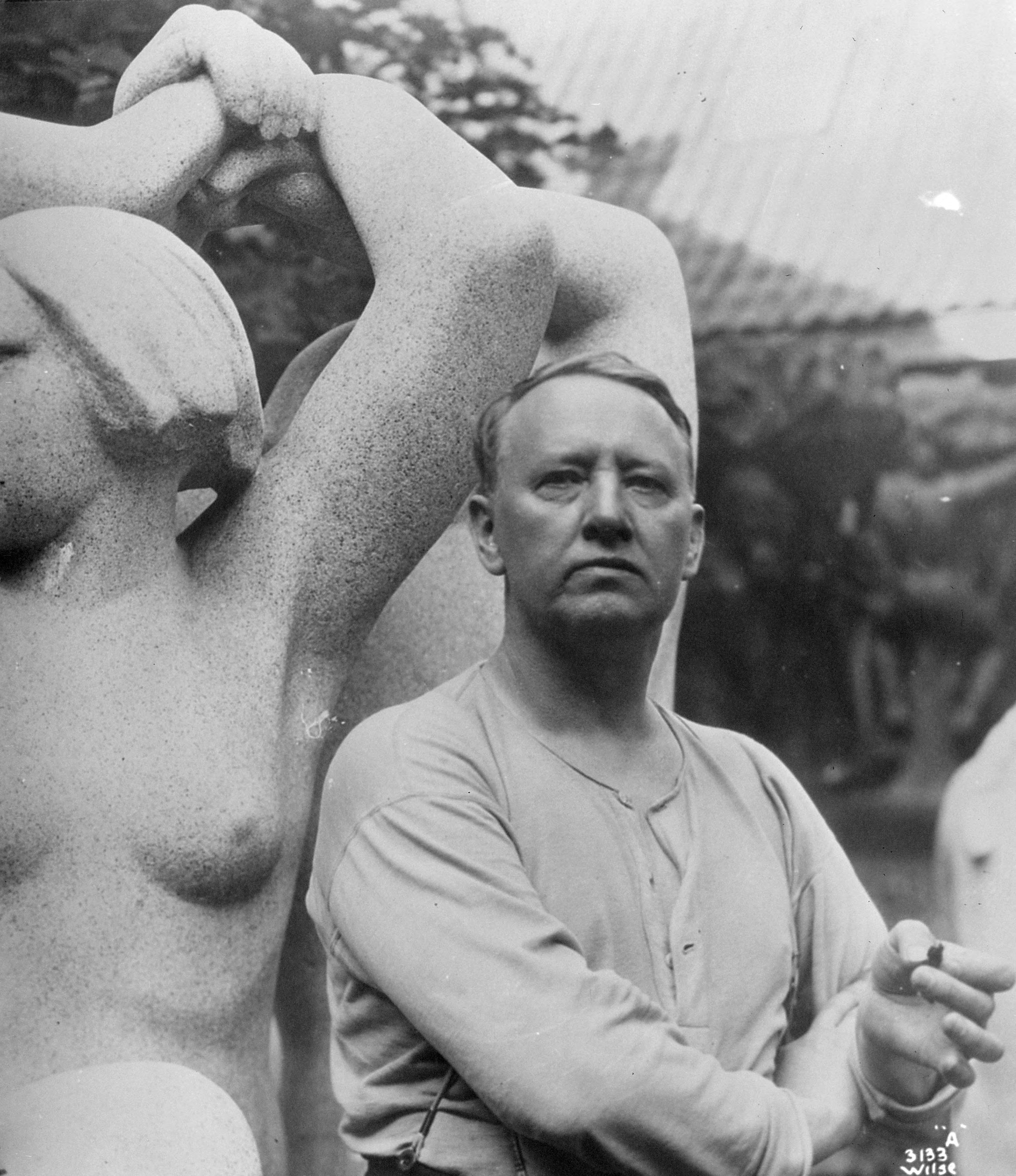
Ґустав Віґеланн (1869—1943) i 1929.
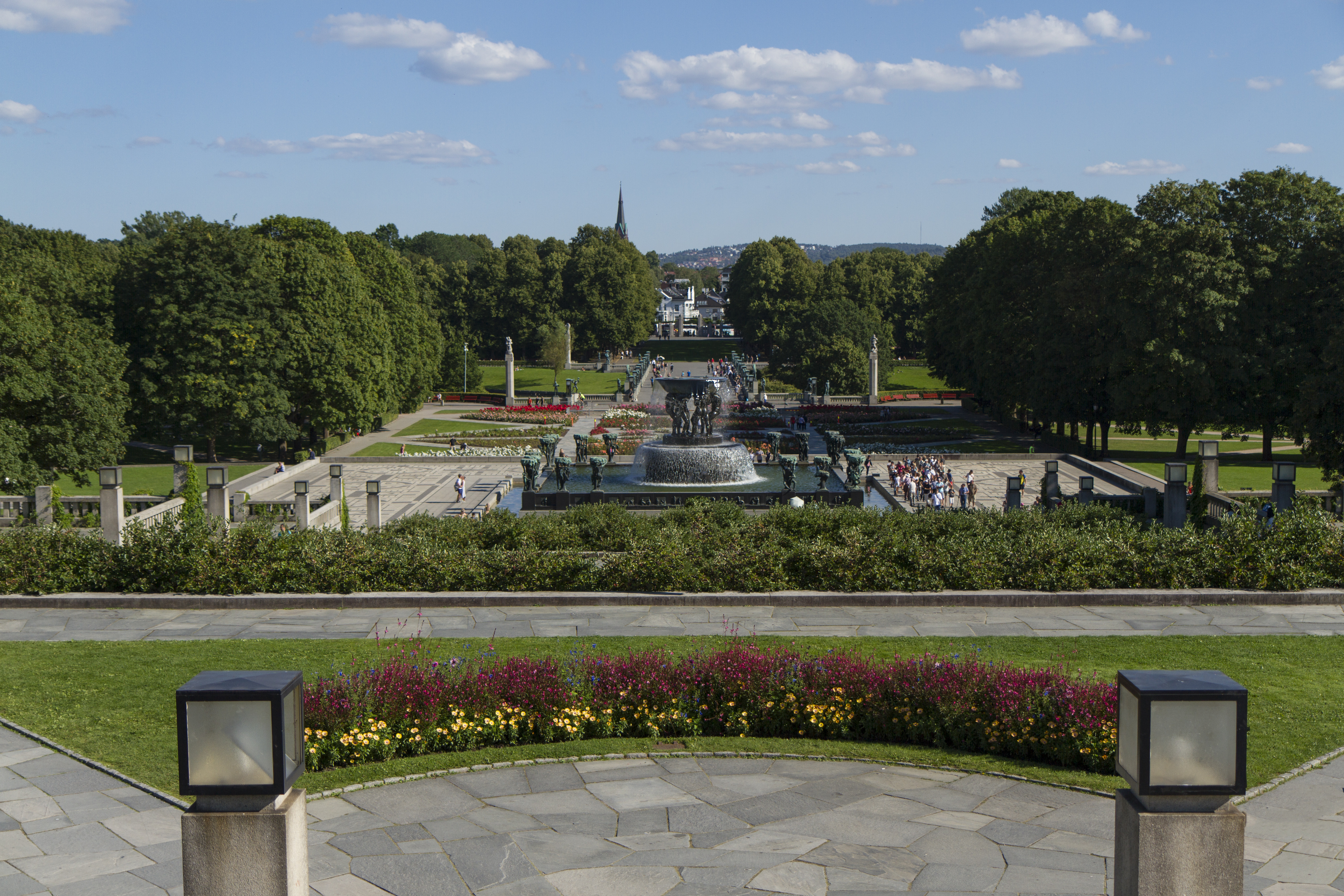
Вид на парк
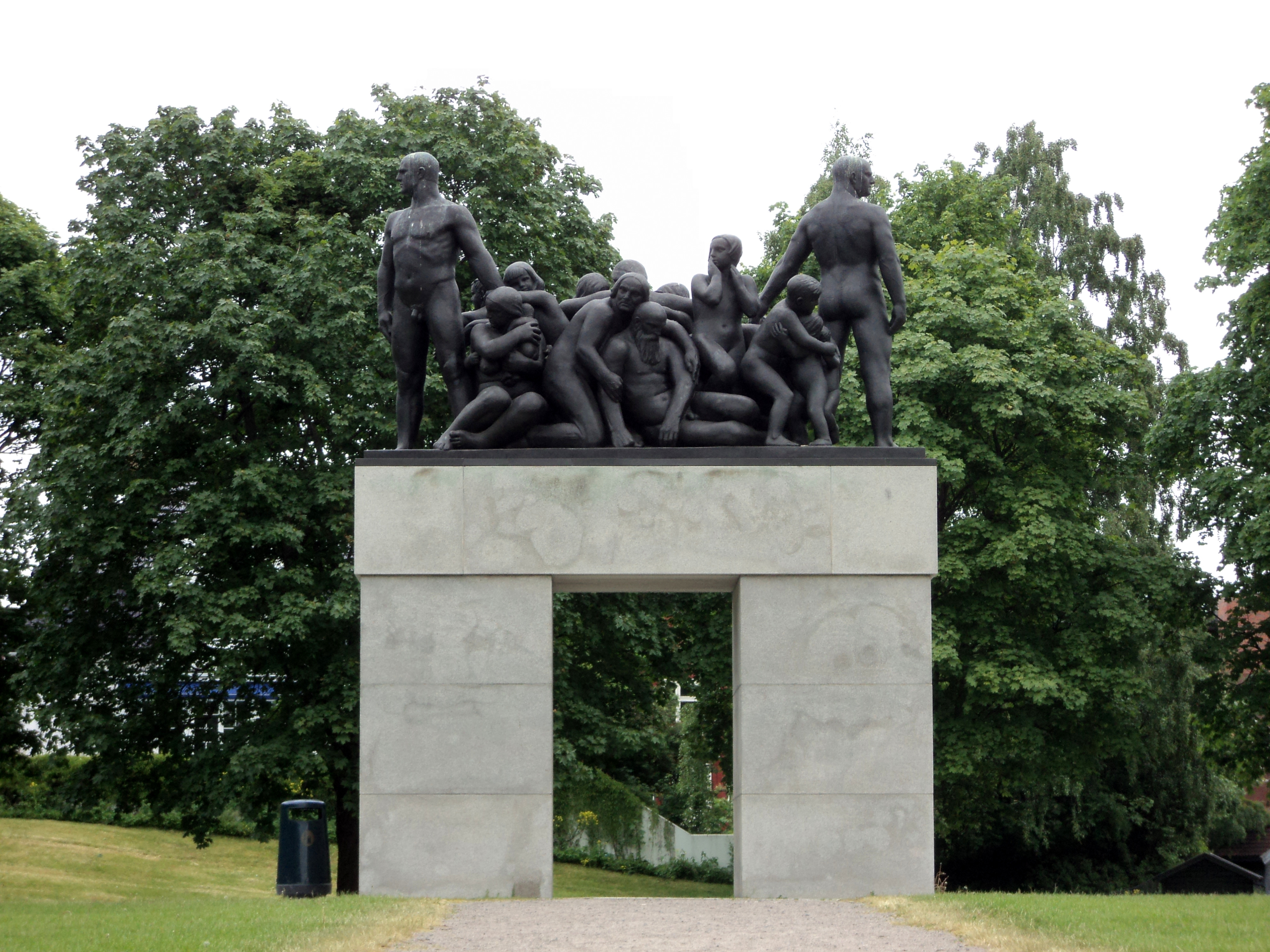
«Slekten», бронзова група з 21 статуї, була встановлена у парку в 1988.
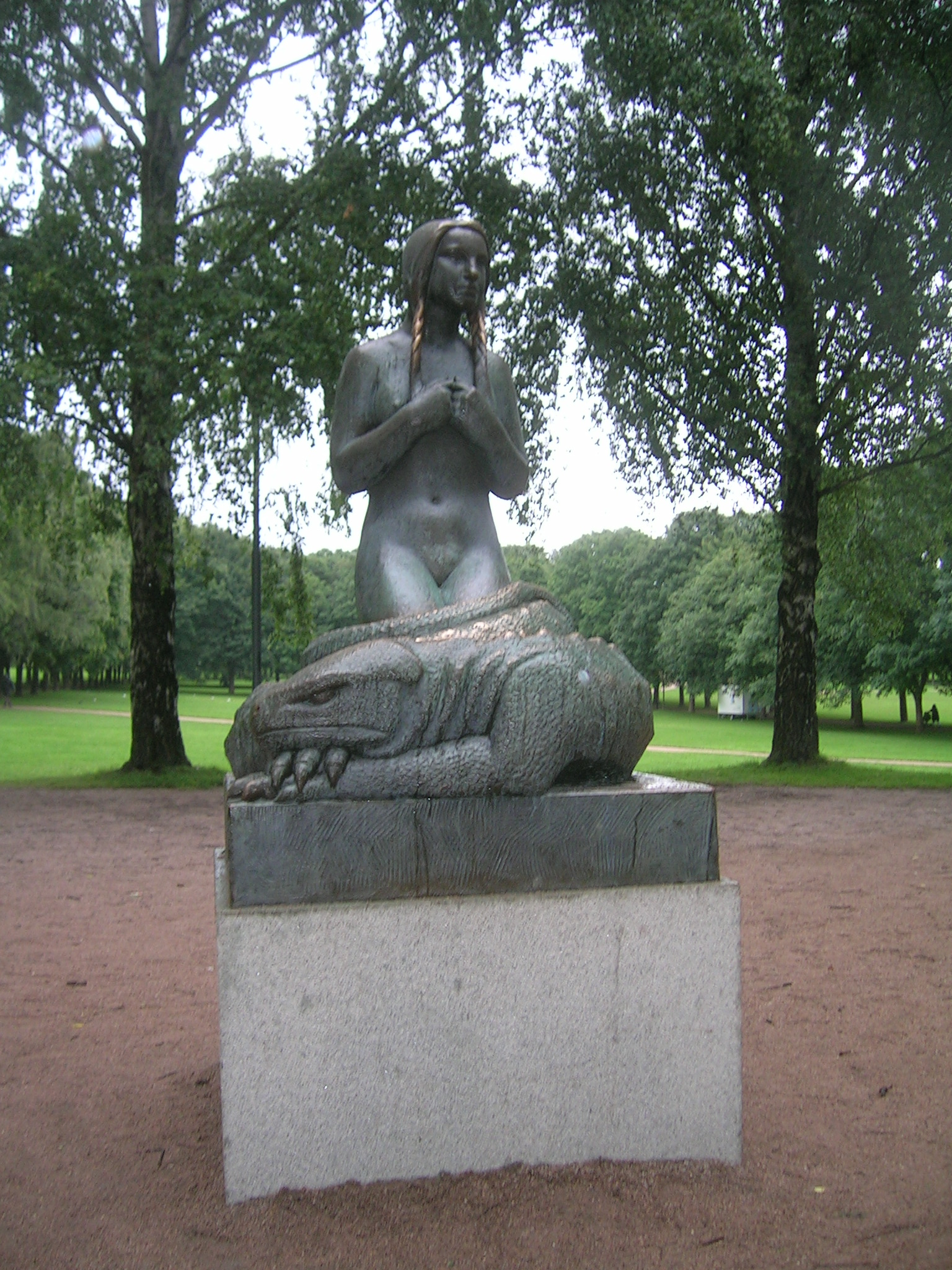
"Дівчина та ящірка" була створена в 1958 році як одна з декількох статуй, що з'явилися після завершення основних об'єктів парку.